# Оццано-Монферрато
Одза́но-Монферра́то, Оццано-Монферрато (итал. Ozzano Monferrato) — коммуна в Италии, располагается в регионе Пьемонт, в провинции Алессандрия.
Население составляет 1538 человек (2008 г.), плотность населения составляет 101 чел./км². Занимает площадь 15 км². Почтовый индекс — 15039. Телефонный код — 0142.
Покровителем коммуны почитается святой Христофор, празднование 25 июля, а также 24 июня.

## Демография
Динамика населения:

## Галерея

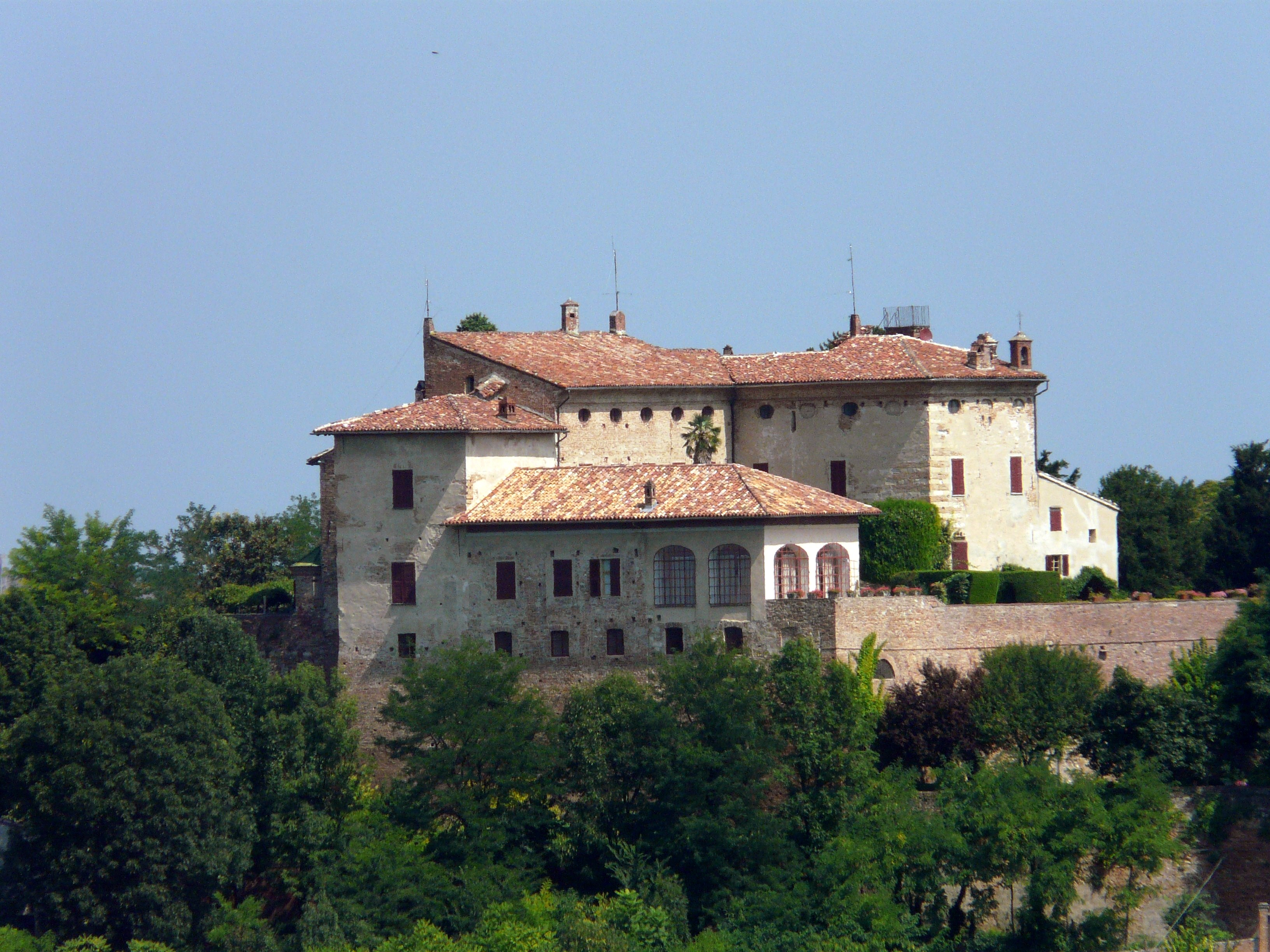
Замок Оццано-Монферрато
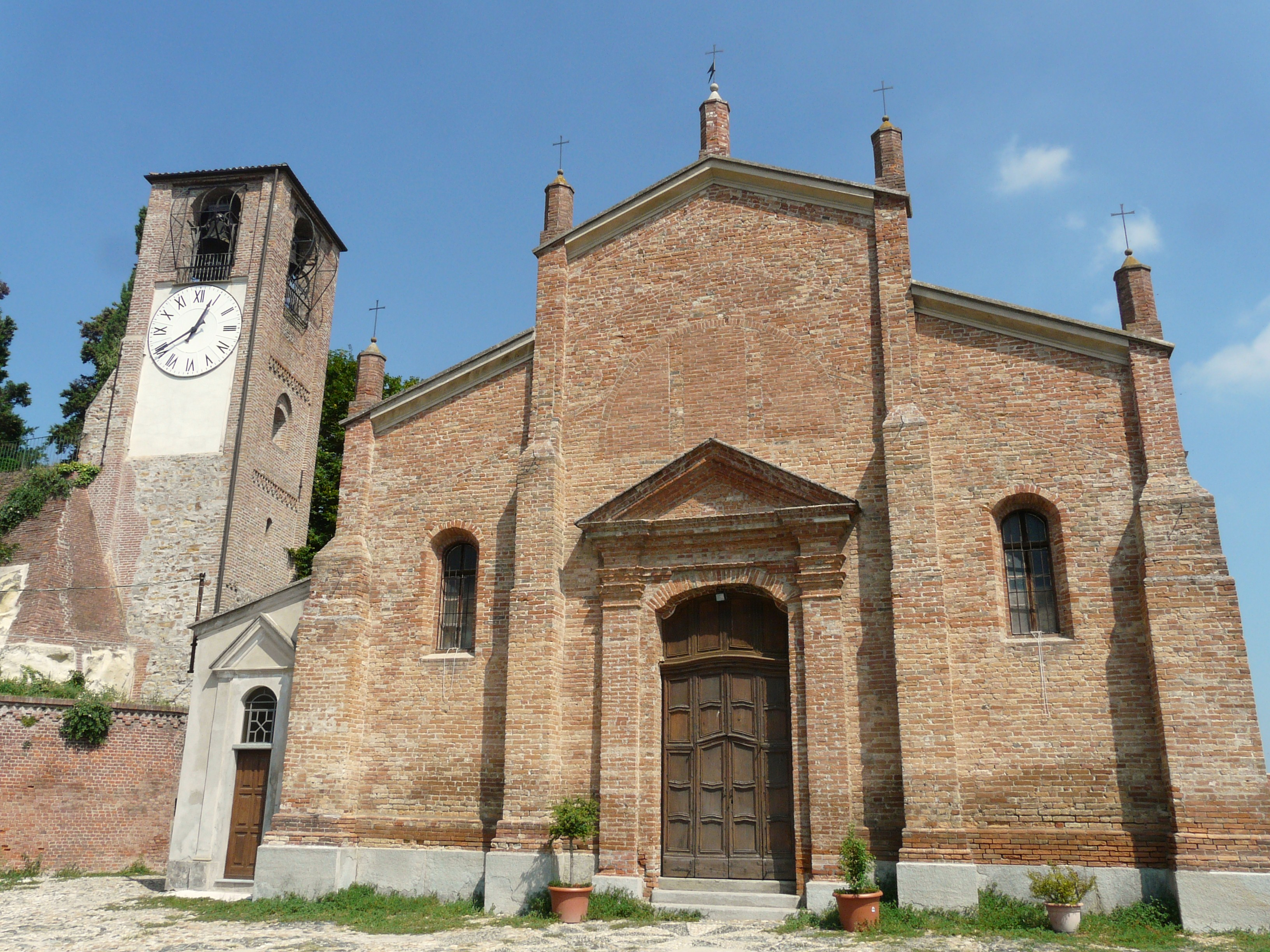
Храм Христа-Спасителя
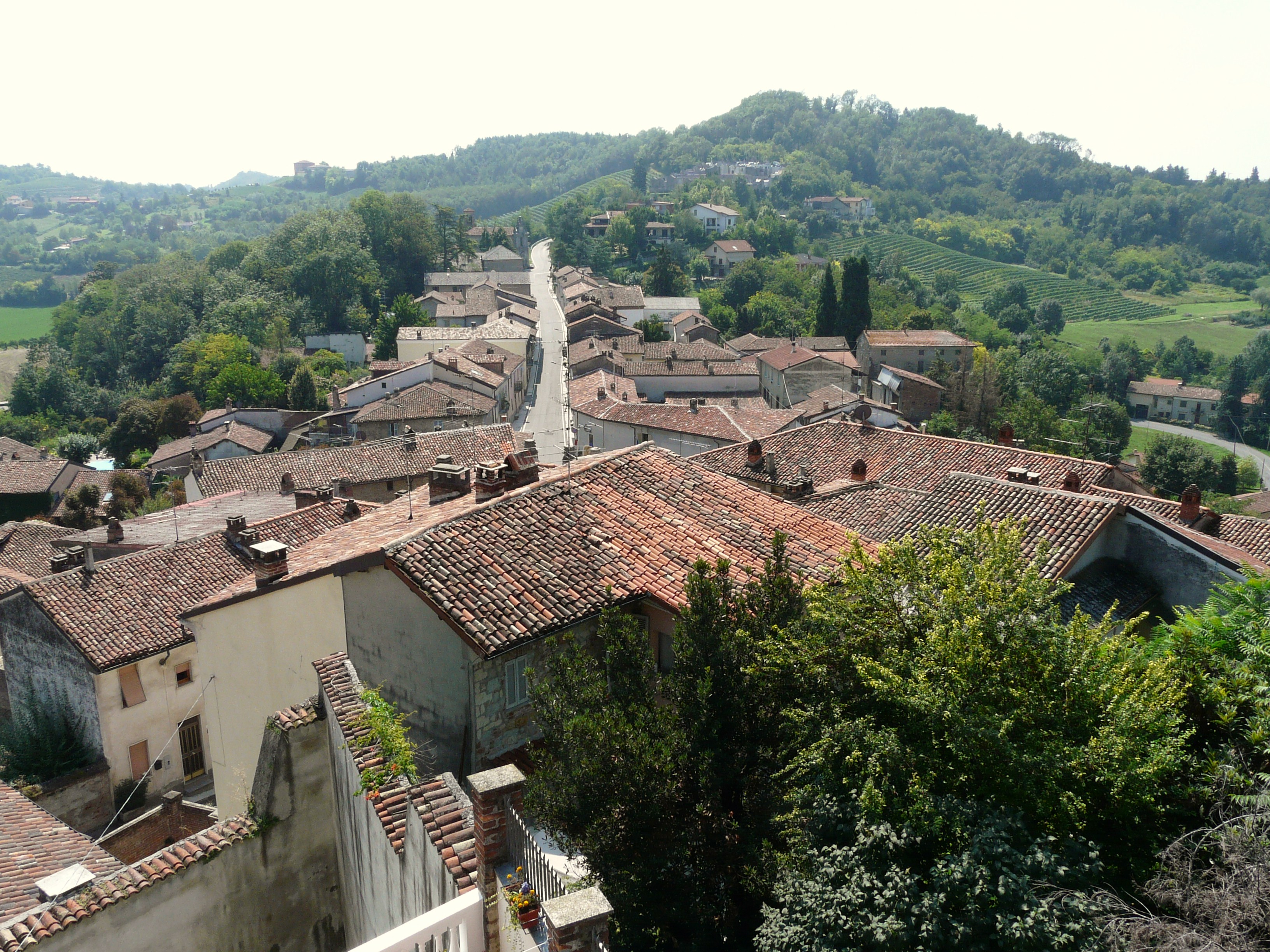
Панорама
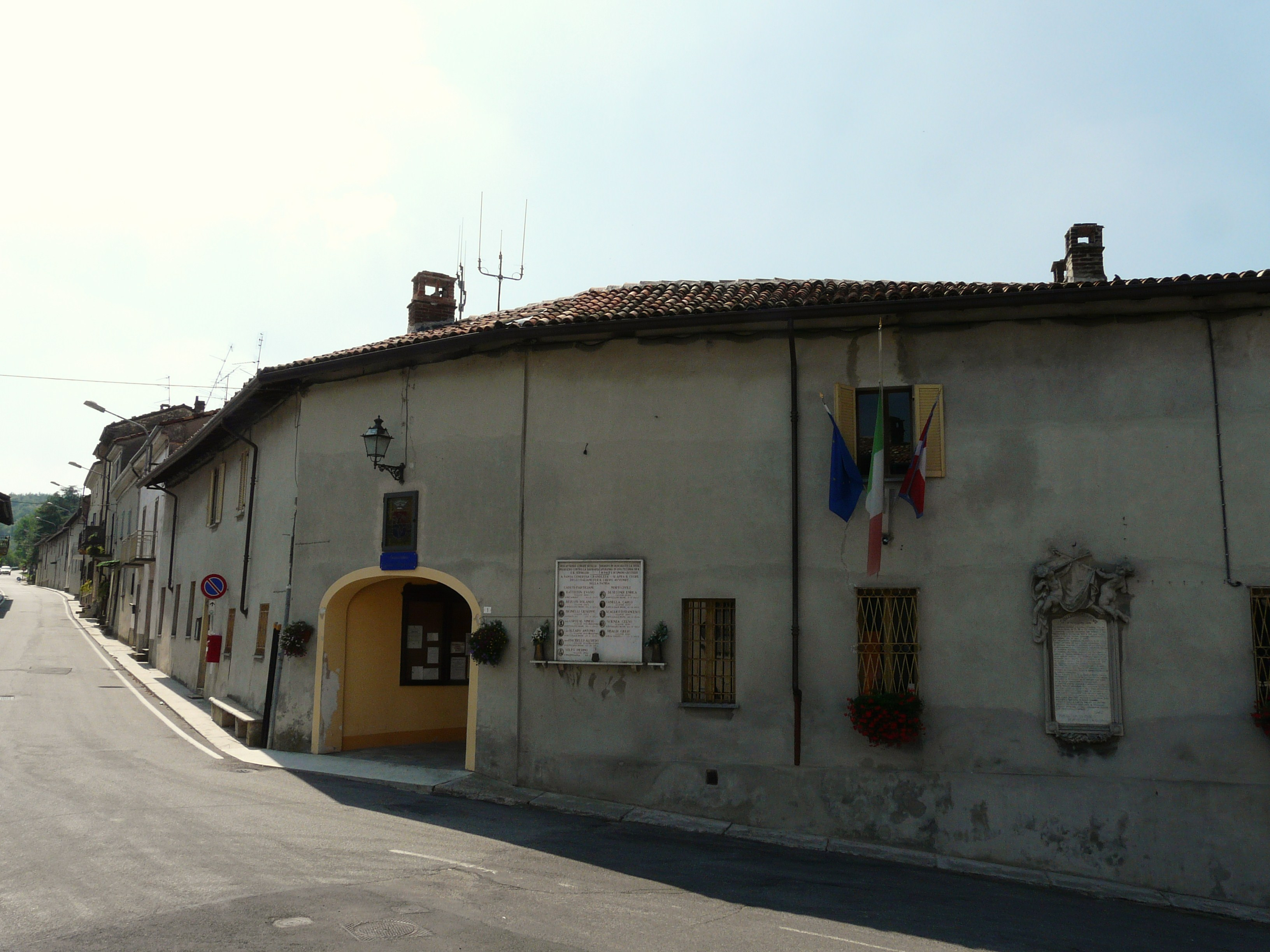
Муниципалитет Оццано-Монферрато

## Администрация коммуны
- Официальный сайт: